# Operación Puerto

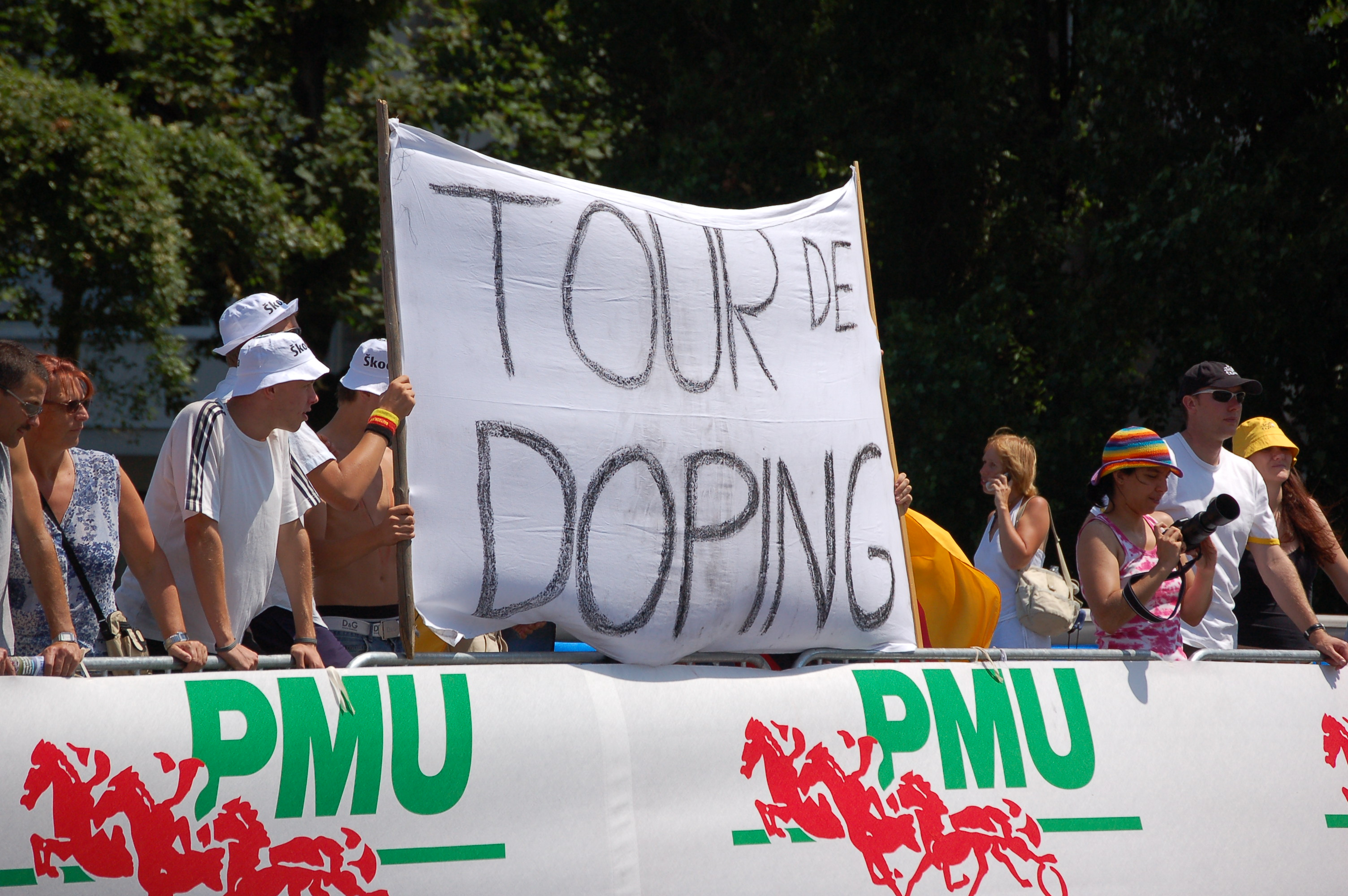
Fani protestujący przeciwko dopingowi na Tour de France 2006

Operación Puerto – afera dopingowa w świecie sportu, która wybuchła 23 maja 2006, w momencie aresztowania przez funkcjonariuszy Guardia Civil, dyrektora sportowego kolarskiej grupy Liberty Seguros - Manolo Saiza. Sprawę łączy osoba lekarza, doktora Eufemiano Fuentesa, dostarczającego kolarzom niedozwolone środki, jak również przeprowadzającego nielegalne transfuzje krwi.
W aferę zamieszani byli znani kolarze, tacy jak: Jan Ullrich, Ivan Basso, Alejandro Valverde, Aleksander Winokurow, Tyler Hamilton, Michele Scarponi, Joerg Jaksche, czy Andriej Kaszeczkin. W wyniku afery i powiązań z rzeczonym lekarzem część kolarzy została wykluczona z Tour de France 2006. Sportowcy innych dyscyplin, jak lekkoatletyka, boks czy piłka nożna (kontakty z dr. Fuentesem mieli mieć między innymi zawodnicy drużyny Realu Madryt czy FC Barcelony) również mieli być zamieszani w aferę.
W kwietniu 2013 Fuentes został skazany przez sąd w Madrycie na rok więzienia w zawieszeniu i cztery lata zakazu wykonywania zawodu lekarza. Światowa Agencja Antydopingowa (WADA), Międzynarodowa Unia Kolarska (UCI) i władze hiszpańskiego sportu - jako oskarżyciele posiłkowi podczas procesu - złożyli jednak łącznie dziewięć apelacji od wyroku, bowiem sędzia Julia Patricia Santamaria, odrzuciła ich prośby o dostęp do zarekwirowanych w śledztwie torebek z krwią i komputerów doktora (zdecydowała, że torebki mają zostać zniszczone po zakończeniu procesu).